# Adam Gary Sevani
Adam Gary Sevani est un acteur et danseur américain né le 29 juin 1992, à Los Angeles, en Californie. Il est connu pour son rôle de Robert « Moose » Alexander III dans les films de la saga Sexy Dance.

## Biographie
Il est d'origine arménienne.
Formé dès l’âge de 3 ans, il se passionne pour la danse et prend des cours de danse classique, jazz, claquettes et hip-hop au studio de danse de ses parents, le Synthesis Dance Center.
Le hip hop l’a amené à figurer dans les clips vidéos de grandes stars de la musique telles que : Will Smith, T-Pain et Missy Elliott. Il a aussi joué dans les breakdancers de la prestation de Kevin Federline aux Teen Choice Awards en 2006. On le retrouve également sur scène avec son crew lors des Teen Choice Awards 2008.
Adam participe également aux films Sexy Dance 2 (Step Up 2 : The Streets), Sexy Dance 3D (Step Up 3-D), Sexy Dance 4 (Step Up 4 : Miami Heat) et Sexy Dance 5 (Step Up 5 : All In Vegas). Dans le Sexy Dance 2, il incarne un jeune étudiant "sympathique" cachant ses talents de break dancer, jusqu’au jour où Andie West entre dans son école. Il participa au tournage en compagnie des acteurs Briana Evigan (Andie West), Robert Hoffman (Chase Collins) et Channing Tatum (Tyler Gage). Sa performance lui a valu un Young Hollywood Award 2008 dans la catégorie « Best Scene Stealer ». Dans le Sexy Dance 3D, il reprend son rôle de Moose. Il a aussi eu un petit rôle dans la comédie Super Grave avec Jonah Hill et Michael Cera.
Outre la danse et le cinéma, Adam pratique aussi l’athlétisme, les arts martiaux et la batterie.
En 2008, il crée, avec le chorégraphe Jon Chu (réalisateur de Sexy Dance 2 et 3), le ACDC (Adam/Chu Dance Crew) qui compte comme membres notamment Adam Sandler, Chris Brown, Lindsay Lohan, Diana Ross, Briana Evigan, Robert Hoffman ou encore Brittany Snow. Le groupe s'est fait connaître mondialement grâce à une vidéo qu'il a postée sur YouTube le montrant battre Miley Cyrus dans un battle de danse.

## Filmographie

### Cinéma
- 2002 : The Emperor's Club : St.Benedict Student
- 2003 : Learn To Hip Hop Volume 2 : Lui-même
- 2005 : FLY KIDZ : Joey/Adam
- 2008 : Sexy Dance 2 (Step up 2 The Streets), de Jon Chu: Robert "Moose" Alexander III
- 2008 : Halloween Thriller (réalisé par lui-même)
- 2010 : Sexy Dance 3D : The battle (Step up 3D), de Jon Chu: Robert "Moose" Alexander III
- 2011 : LOL USA : Wen
- 2012 : Sexy Dance 4: Miami Heat : Robert "Moose" Alexander III (caméo)
- 2012 : The First Time : Le drogué dans la voiture
- 2014 : Sexy Dance 5: All in Vegas : (Step up 5: All in Vegas): Robert "Moose" Alexander III

### Télévision
- 2018 : Lucifer (The last Heartbreak) : Brandon